# فندق بلاكهوك
فندق بلاكهوك Hotel Blackhawk هو مبنى مدرج ضمن السجل الوطني الأمريكي للأماكن التاريخية منذ عام 1983.

## الوصف
هو مبنى مكون من ست طوابق، من الطوب الطيني النضيج. يقع في وسط مدينة دافنبورت في ولاية أياوا الأمريكية. وهو ملك لمجموعة ماريوت أوتوغراف.
يتصل الفندق بالمبنى الشمالي «ريفر سنتر» وهو مركز مؤتمرات مدينة دافنبورت. ويقع على الجهة المقابلة لمبنى «ريفر سنتر» الجنوبي.
ويقع في الشارع الذي يقع فيه «مسرح أدلر».

## شخصيات نزلت به
استضاف فندق البلاكهوك العديد من الشخصيات البارزة المشهورة، منهم باراك أوباما، هربرت هوفر، ريتشارد نيكسون، الكاتب كارل ساندبرغ، الملاكم جاك ديمبسي.
مات به الممثل كاري غرانت خلال إقامته به.
سمى الفندق الغرف أرقام 412 – 414 جناح نيكسون.
عزفت العديد من الفرق الموسيقية فيه ومنهم «غاي لومباردو» و«ستان كينتون».